# Zenon Dychtowicz
Zenon Dychtowicz (ur. 10 marca 1933 w Kłecku, zm. 26 czerwca 2008) – polski inżynier geodezji górniczej, poseł na Sejm PRL VI kadencji.

## Życiorys
Uzyskał wykształcenie wyższe na Wydziale Geodezji Górniczej Akademii Górniczo-Hutniczej w Krakowie. Był inżynierem mierniczym w Przedsiębiorstwie Budowy Kopalń Rud Miedzi w Bolesławcu. W latach 1959–1963 był pracownikiem Zakładów Górniczych „Nowy Kościół” w powiecie złotoryjskim, gdzie pełnił funkcję głównego inżyniera mierniczego. W 1963 przeniesiono go do Kombinatu Górniczo-Hutniczego Miedzi w Lubinie, gdzie w 1965 został głównym mierniczym.
Członek Związku Młodzieży Polskiej od 1948, a Polskiej Zjednoczonej Partii Robotniczej od 1961. W 1972 uzyskał mandat posła na Sejm PRL w okręgu Legnica. Zasiadał w Komisji Górnictwa, Energetyki i Chemii, Komisji Handlu Zagranicznego oraz w Komisji Przemysłu Ciężkiego i Maszynowego.
Pochowany na nowym cmentarzu komunalnym w Lubinie.

## Odznaczenia
- Złoty Krzyż Zasługi